# Mons Ampère
Mons Ampère – góra w północnej części widocznej strony Księżyca, w paśmie Montes Apenninus. Jej średnica to około 30 km, wznosi się na wysokość 3,3 km. Nazwa nadana w 1935 roku upamiętnia francuskiego fizyka André Marie Ampère'a.